# Heimat (serie di film)
Heimat (parola tedesca che indica la casa o il luogo natio) è una serie di film diretti dal regista tedesco Edgar Reitz.

## Introduzione
A partire dalla fine degli anni settanta Reitz, regista appartenente alla scuola del cosiddetto Nuovo cinema tedesco (movimento a cui appartengono tra gli altri Wim Wenders, Rainer Werner Fassbinder e Werner Herzog), iniziò un progetto che voleva ricostruire la storia del Novecento tedesco. Da qui nacque il progetto Heimat, partito nel gennaio 1979 con l'inizio della stesura del soggetto da parte del regista, e proseguito fino al 2013, con l'uscita del prequel Die Andere Heimat - Chronik einer Sehnsucht, raggiungendo così la durata complessiva di circa 59 ore.

## I film
- Prologo - Storie dai villaggi dell'Hunsruck (Geschichten aus den Hunsrückdörfern, 1981) è un documentario realizzato da Reitz durante la pre-produzione di Heimat. Viene considerato un prologo della trilogia.
- Heimat (Heimat - Eine deutsche Chronik, 1984) affronta, attraverso la famiglia Simon di Schabbach, un arco di tempo che va dal 1919, cioè dalle macerie della prima guerra mondiale, al 1982. È composto da 11 episodi, per una durata totale di 15 ore e 40 minuti.
- Heimat 2 - Cronaca di una giovinezza (Die zweite Heimat - Chronik einer Jugend, 1992) espone le vicende di Hermann Simon, la fuga da Schabbach e gli anni della contestazione a Monaco, gli amori e la formazione quale compositore di musica sinfonica d'avanguardia. Copre il periodo che va dal 1960 al 1970. È composto da 13 episodi, per una durata totale di 25 ore e 32 minuti.
- Heimat 3 - Cronaca di una svolta epocale (Heimat 3 - Chronik einer Zeitenwende, 2004) racconta il ritorno di Hermann Simon a Schabbach, l'invecchiamento e il problema dei figli che crescono senza un futuro certo, nel periodo che va dal 1989 al 2000. È composto da 6 episodi, per una durata totale di 11 ore e 39 minuti.
- Epilogo - Heimat-Fragmente: Die Frauen (2006) è incentrato sul personaggio di Lulu Simon; attraverso i suoi ricordi si ripercorre la storia di tutta la saga, con particolare attenzione alle varie figure femminili. È un unico episodio, della durata di 2 ore 26 minuti.
- L'altra Heimat - Cronaca di un sogno (Die Andere Heimat - Chronik einer Sehnsucht, 2013) è ambientato nel XIX secolo ed è incentrato sulla storia di due fratelli che sognano di andarsene dal villaggio di Schabbach.